# Městský ekosystém Brno
Městský ekosystém je souhrnné označení pro dlouhodobou spolupráci nejrůznějších aktérů v Brně, v jeho zázemí a na regionální, národní a evropské úrovni. Cílem této spolupráce je dlouhodobý rozvoj města.
Město Brno (nejen jeho politická reprezentace a úřad samotný, ale také městské části, městské společnosti a městské organizace) spolu se svými přirozenými partnery z řad akademické, podnikatelské a neziskové sféry a zejména aktivními jednotlivci vytváří tzv. Městský ekosystém. Městský ekosystém je rozdělen na šest částí, které dle svého zájmu a zaměření sdružují konkrétní aktéry. Každá část má zvoleného svého zástupce, tzv. ambasadora, který je hlavní komunikační osobou za svou sekci, pravidelně se setkává se zástupci Magistrátu města Brna (MMB) a vyjadřuje se k aktivitám ekosystému. Další funkcí ambasadora je propagace ekosystému a hledání a zapojování aktivních lidi z jeho části do projektů a aktivit města. Spolupráce všech částí Městského ekosystému cílí na větší využití potenciálu lidského kapitálu a budoucnost Brna, jako skutečně chytrého města (smart city). Historicky první setkání Městského ekosystému proběhlo 22.3.2017 na brněnském výstavišti, v roce 2018 se Městský ekosystém sešel 23.4. 2018 v Nové radnici.

## Části Městského ekosystému a ambasadoři

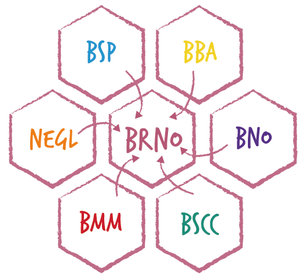
Schéma Městského ekosystému

### Vědecké Brno – Brno Science Partners – BSP
Zahrnuje univerzity, výzkumná a vývojová centra a Akademie věd ČR.
Ambasador 2017 a 2018: Doc. Ing. Jiří Hirš, CSc.
Docent, vědecký pracovník a proděkan Fakulty stavební, VUT v Brně v letech 2006 – 2014. Vystudoval na Fakultě stavební VUT v Brně obor Pozemní stavby, specializaci Technická zařízení budov. Od roku 2000 je vedoucím Ústavu technických zařízení budov, od 2006 členem vědecké rady Fakulty stavební a od roku 2014 členem Akademického senátu FAST VUT. Má 35 letou praxi v oblasti zkoumání energetického hodnocení budov, vývoje a inovací systémů technických zařízení budov, zpracování metodiky pro efektivní provozování systémů technických zařízení budov, modelování a simulace těchto systémů v budovách, řešení problematiky vnitřního prostředí se zkušenostmi z mezinárodní spolupráce v rámci výzkumných projektů s Norskem, Mezinárodní energetickou agenturou.

### Podnikatelské Brno – Brno Business Alliance – BBA
Zahrnuje živnostníky, malé a střední podniky, velké korporace, investory a obchodní komory
Ambasador 2017 a 2018: Ing. Tomáš Psota, MBA
Absolvent Ekonomicko-správní fakulty Masarykovy univerzity a Liverpool John Moores University. Je ředitelem Krajské hospodářské komory jižní Moravy a současně také řídí brněnskou akciovou společnost Moravian Business School, která zajišťuje kurzy MBA pro firmy i jednotlivce. Dříve působil ve stavební firmě OHL ŽS, a.s., kde zajišťoval corporate governance a komunikaci. Vyrůstal na Starém Brně, žije ve Štýřicích a město Brno považuje za nejlepší místo k životu v ČR. Za klíčové výzvy města v nejbližších letech považuje územní plánování, efektivní mobilitu související s realizací klíčových dopravních staveb a zvyšování prosperity města ruku v ruce se zvyšováním kvality života.

### Nevládní Brno – Non-Governmental Organizations – BNO
Zahrnuje nevládní a neziskové organizace, spolky, nadace a nadační fondy
Ambasador 2017 a 2018: Kateřina Žůrková
Předsedkyně spolku Občané pro Medlánky z.s., toho času místostarostka za tentýž spolek v MČ Brno-Medlánky, původním povoláním manager jakosti. V rámci spolku se významně podílí na organizování řady akcí podporujících místní komunitní život od Medláneckých farmářských trhů přes chod Přírodní zahrady u medláneckého rybníka až po akce společenské, organizuje projekt Vzděláváme Medlánecké a řadu dalších projektů, sbírek a soutěží. Brněnská rodačka z Králova Pole, do Medlánek se přestěhovala v roce 2008, do spolku Občané pro Medlánky vstoupila krátce poté "čistě z nutkavého pocitu zapojit se do dění kolem sebe a posunout život v Medlánkách a potažmo v Brně k lepšímu".

### Aktivní Brno – Brno Smart City Community – BSCC
Zahrnuje aktivní občany, odborníky a expaty
Ambasador 2017 a 2018: Nora Hampl, BA, ALM, PRAEDOC
Studovala a pracovala převážně v akademickém sektoru (také v privátním) v USA. Ve výzkumné práci se zaměřuje na globální politiku udržitelného vývoje, ohodnocování lidské ekologické stopy, a ochranu ekosystémů a přírodních zdrojů. Jejím přáním je, aby se Brno stalo laboratoří myšlenek, kde se bude maximálně využívat místního lidského kapitálu včetně studentů, odborníků, i místních zemědělců. Těmito myšlenkami a nejnovějším (evidence-based) výzkumem v oblasti udržitelné ekologické urbanistiky a ochrany přírodního kapitálu se Brno může zapojit do celosvětového výzkumu, propojit s dalšími městy, účastnit se evropských soutěží, případně i ovlivnit v širším měřítku další vývoj v této oblasti. Nora věří, že je pro Brno klíčové, aby město nejen vyvíjelo lidský kapitál, ale také aby vytvářelo podmínky k jeho maximálnímu využití (tedy i jeho udržení).

### Brněnská samospráva – Brno Managing Members – BMM
Zahrnuje Magistrát, městské části, politické kluby, městské společnosti a organizace
Ambasador 2017 a 2018: JUDr. Michal Marek
Právník, aktuálně vykonávající funkci starosty městské části Brno-Medlánky, kde předtím působil jako místostarosta za sdružení nezávislých kandidátů Občané pro Medlánky. Již během studií na Právnické fakultě MU v Brně sbíral zkušenosti v advokátní kanceláři a absolvoval semestrální studijní pobyt na univerzitě ve Vídni. Po dokončení studia stál u počátků dnes renomované brněnské advokátní kanceláře Coufal, Georges and Partners. Po přesunu z advokacie do justice se ve službách Nejvyššího soudu ČR specializoval na smluvní právo. V této souvislosti stál u zrodu spolupráce s nakladatelstvím Wolters Kluwer, kde se publikačně podílel na tvorbě nejrozšířenějšího automatizovaného systému právních informací ASPI. V rámci procedury vstupu ČR do EU byl součástí týmu vedeného soudcem německého Spolkového soudního dvora, kde měl za úkol screening českého procesního práva.

### Víceúrovňové Brno – National and European Governmental Levels – NEGL
Zahrnuje Brněnskou metropolitní oblast, Jihomoravský kraj, regionální, státní a evropské instituce a společnosti, vládu a ministerstva
Ambasador 2017 a 2018: Patrik Reichl
Pracuje od roku 2005 v Agentuře pro podporu podnikání a investic, CzechInvest. V současnosti zde působí na pozici ředitele regionální kanceláře pro Jihomoravský kraj. V letech 2010 až 2012 zastával funkci náměstka generálního ředitele této agentury pro podporu podnikatelského prostředí. Odborně se zabývá především strategickým řízením v podmínkách veřejného sektoru, a v poslední době intenzivně koncepčním řešením harmonizace regionálního školství s požadavky trhu práce. Vystudoval obor management ve veřejné správě na Fakultě Managementu Vysoké škole ekonomické a dále obor strategické řízení na Brno International Business School.

## Setkání městského ekosystému 2017
Historicky prvního jednání městského ekosystému, které se uskutečnilo na brněnském výstavišti, se účastnili zástupci podnikatelské, akademické a politické sféry, neziskových organizací či občané. Cílem setkání bylo navázat do budoucna spolupráci všech těchto sfér za účelem budoucího rozvoje města.
Setkání zahájil úvodním slovem primátor města Brna Petr Vokřál a náměstek primátora Jaroslav Kacer, který představil vizi městského ekosystému a následně celé setkání moderoval.
V první části setkání přednesli své zkušenosti také zástupci z dalších evropských měst. Transformaci Bilbaa a spolupráci místních partnerů představil profesor z Univerzity DEUSTO Roberto San Salvador del Valle. O participativním foresightu jako efektivním nástroji veřejné správy promluvila Doris Wilhelmer, vedoucí výzkumu v Centru pro inovační systémy a strategii Rakouského technologického institutu ve Vídni. O strategickém plánu Ostravy promluvil konzultant Daniel Konczyna.
V druhé části účastníci navrhovali hodnoty, které považují pro budoucnost města za zásadní a na které by se měli společně s městem zaměřit. Téměř 200 účastníků tak nastínilo cíle a oblasti, na které bude brát vedení města ohled při vytváření strategie do dalších let.

## Setkání městského ekosystému 2018
Ve Sněmovním sále Nové radnice se sešli aktéři a ambasadoři Městského ekosystému 23. 4. 2018. Po úvodním slovu náměstka primátora Jaroslava Kacera byly představeny projekty, do kterých se členové Městského ekosystému mohou zapojit v roce 2018. Jedná se například o sběr chytrých řešení pro lokalitu Špitálka v rámci projektu Ruggedised, témata pro další ročník studentské soutěže MUNISS, dále o zapojení do projektů Brno International Student, Brno Expat Centre, Dataweb Brno a další.
V následující interaktivní části byli účastníci rozděleni dle jednotlivých částí Městského ekosystému a debatovali o možném zavedení a obsahu webu Městského ekosystému, proběhla také diskuze k tematice Talent poolu a Talent Attraction Managementu. Závěrečná část patřila workshopu ke strategii Brno 2050.